# Solomun

Solomun

Solomun (* 27. Dezember 1975 in Travnik als Mladen Solomun) ist ein Bosnischer DJ und Musikproduzent in den Bereichen House und Deep House.

## Leben
Der 1975 im damaligen Jugoslawien geborene Solomun wuchs in Hamburg auf. Seine Schwester Magdalena ist ebenfalls als Musikproduzentin und DJ tätig.
2006 gründete er zusammen mit Adriano Trolio das Musiklabel Diynamic, welches Musik in den Bereichen Electro und House veröffentlicht. Seine Tracks erschienen auf den Labels Dessous, Sonar Kollektiv, Compost Records, Get Physical Music, Phil E, Mobilee und Four Twenty.
Im Jahr 2011 wurde sein Remix Around von Noir & Haze von Resident Advisor zum besten Remix des Jahres gewählt und erreichte im deutschen Magazin Groove den zweiten Platz bei der Wahl zum besten Remix des Jahres.
2012 veröffentlichte er eine Mix-Kompilation bei Watergate Music. Außerdem veranstaltete er im Sommer 2012 im Sankeys auf Ibiza jeden Dienstag die Diynamic Neon Nights. Ebenfalls 2012 wurde er bei den DJ-Awards auf Ibiza zum Best Producer gekürt. Im Dezember 2012 kürte ihn das Magazin Mixmag zum DJ of the year, außerdem gewann er den brasilianischen Cool Award als Best DJ international. 2013 wurde er beim Publikumsvoting der DJ-Awards zum Gewinner in der Kategorie Deep House DJ gewählt. Ebenso startete er im Jahr 2013 seine erste eigene Residency im Pacha auf Ibiza unter dem Namen Solomun+1.
Seit 2018 ist er als Figur in dem Spiel GTA Online, dem Multiplayer-Teil des Videospiels Grand Theft Auto V, als DJ zu sehen. Er hat sein neues Lied "Customer Is King" zusammen mit Rockstar Games in einer GTA-V-Animation veröffentlicht, in der er als DJ im Missions-"Club" zu sehen ist.
2021 erschien das Album Nobody Is Not Loved, bei dessen Entstehung er von Jakob Grunert und Siriusmo unterstützt wurde.

## Diskografie (Auswahl)

### Alben
- 2009: Dance Baby (Diynamic Music)
- 2012: Watergate 11 (Watergate Music)
- 2014: Global Underground #40: Solomun - Hamburg (Global Underground)
- 2021: Nobody Is Not Loved (BMG)

### Singles und EPs
- 2006: Solomun & Gebrüder Ton - Nachrichten EP (Diynamic Music)
- 2006: Solomun & H.O.S.H. - Oelkersallee EP (Diynamic Music)
- 2006: Solomun, Gebrüder Ton & Adriano - Do It Yourself EP (Diynamic Music)
- 2006: Solomun, Gebrüder Ton & Adriano - Solomun EP (Diynamic Music)
- 2007: Solomun - Sambada EP (Dessous Recordings)
- 2007: Solomun / H.O.S.H. - Mischwaren EP (Diynamic Music)
- 2007: Trickski & Solomun - Meerkats (Sonar Kollektiv)
- 2007: Solomun - Koboldmaki (Sonar Kollektiv)
- 2007: Tiger Stripes & Solomun - Hooked (liebe*detail)
- 2007: Solomun & Stimming - Feuer & Eis EP (Diynamic Music)
- 2008: Solomun - Woodstep (Dessous Recordings)
- 2008: Solomun - Jungle River Cruise (NRK)
- 2008: Solomun vs. Ost & Kjex - Nordisch By Nature EP (Diynamic Music)
- 2008: Stimming / H.O.S.H. / Solomun - Trilogy EP (Diynamic Music)
- 2008: Solomun - Don't Cry (Compost Records)
- 2008: Solomun - International Hustle (Twenty Recordings)
- 2008: Solomun & Stimming - Eiszauber (Diynamic Music)
- 2008: Solomun - Prinz Mono (Diynamic Music)
- 2009: Solomun & Jackmate - Carnivale EP (Phil e)
- 2010: Solomun - Sisi EP (Leena Music)
- 2011: Solomun - Daddy's Jam (Rebellion)
- 2011: Solomun - Love Recycled EP (2DIY4)
- 2011: Solomun - Something we all adore EP (Supernature)
- 2011: Solomun & DJ Phono - Ice Cream & Bonus Miles (Diynamic Music)
- 2011: Solomun - See you everyday alone (Diynamic Music)
- 2012: Solomun - Living On (Diynamic Music)
- 2012: Solomun - Kackvogel (Watergate Records)
- 2013: Solomun - Bootcamp (Diynamic Music)
- 2014: Solomun - Samson (Diynamic Music)
- 2014: Solomun - Friends (2DIY4)
- 2014: Lana Del Rey - West Coast (Solomun Remixes) (2DIY4)
- 2015: Liu Bei - Atlas World (Solomun Remixes) (2DIY4)
- 2015: Solomun - Zora EP (Diynamic Music)
- 2018: Solomun - Customer is King EP (Diynamic Music)

### Remixes
- 2008: Kollektiv Turmstrasse - Blutsbruder - Solomun Remix (Musik gewinnt Freunde)
- 2009: 2Raumwohnung - Wir werden sehen - Solomun Vox Remix (Virgin Germany)
- 2010: Oliver Koletzki - Echoes - Solomun Remix (Stil vor Talent)
- 2011: Tiefschwarz - Corporate Butcher feat. Mama - Solomun Remix (Watergate Records)
- 2011: DJ Hell - Germania - Solomun Remix (Embassy of Music)
- 2011: Noir & Haze - Around - Solomun Vox Remix (NMB037)
- 2012: Deichkind - Leider geil - Solomun Remix (Buback Tonträger)
- 2012: Digitalism - Encore - Solomun Remix (K7 Records)
- 2013: Miss Kittin - Come into my house - Solomun Remix (wSphere)
- 2013: Tiga, Audion - Let's go dancing - Solomun Remix (Turbo Recordings)
- 2013: Foals - Late Night - Solomun Remix (Warner Music)
- 2013: Elektfantz - Diggin On You - Solomun Remix (D.O.C.)
- 2014: Claude VonStroke - The Clapping Track - Solomun Remix (Dirtybird)
- 2014: Broken Bells - Holding On for Life - Solomun Remix (Universal Music)
- 2014: Lana del Rey - West Coast - Solomun Remix (Polydor)
- 2015: Josef Salvat - Hustler - Solomun Remix (Columbia)
- 2015: Paul Kalkbrenner - Cloud Rider - Solomun Remix (Sony Music)
- 2015: Editors - Our Love - Solomun Remix (Play It Again Sam)
- 2015: Whilk & Misky - Clap Your Hands - Solomun Remix (Island Records)
- 2016: Michael Mayer & Joe Goddard - For you - Solomun Remix / Morning Version (K7)
- 2016: Michael Mayer & Joe Goddard - For you - Solomun Remix / Night Version (K7)
- 2017: Depeche Mode - Going Backwards - Solomun Extended Radio Remix (mute)
- 2017: Depeche Mode - Going Backwards - Solomun Remix Radio Version (mute)
- 2017: Depeche Mode - Going Backwards - Solomun Club Remix (mute)

## Awards

### 2016
- Best DJ: #1 (Deep House, public vote) // Beatport
- Best DJ: #5 // Resident Advisor
- Best DJ: #1 // DJ Mag Italia (IT)
- Best DJ: #2 // Fazemag (DE)
- Best Night: „Solomun+1“ (Sundays at Pacha) // DJ Mag Italia (IT)
- Best Remixes // DJ Mag Italia (IT):

- Whilk & Misky - Clap Your Hands (Solomun Remix) - Ost & Kjex - Queen of Europe (Solomun Remix)
- Ibizas most shazaamt summer hits:

- #2 Whilk & Misky - Clap Your Hands (Solomun Remix)

### 2015
- Winner - Category: Deep House - DJ Awards Ibiza (ES)
- Best DJ: Solomun  			        DJ Mag Italia (IT)
- Best Night: „Solomun+1“ (Sundays at Pacha) DJ Mag Italia (IT)

### 2013
- Winner - Category: Deep House - DJ Awards Ibiza (ES)

### 2012
- DJ of the Year – Mixmag Magazine (UK)
- Best Producer – DJ Awards Ibiza (ES)
- Best DJ International – Cool Awards Brazil (BR)
- Best International Tour – Rio Music Conference Award (BR)
- Best Producer – Groove Magazine (DE, AT, CH)
- Best Label Diynamic – Groove Magazine (DE, AT, CH)

### 2011
- Remix of the Year - Around (Noir & Haze) Resident Advisor (UK)